# أوستين لويد فلمنج
أوستين لويد فلمنغ، حامل الصليب العسكري (7 أغسطس 1894 – 26 يناير 1969) كان طيّاراً بطلاً كندياً خلال الحرب العالمية الأولى. حقّق ثمانية انتصارات جوية خلال الحرب.
ولد أوستن لويد فليمنغ في 7 أغسطس 1894 في تورونتو، أونتاريو. والداه ليديا جين أورفورد وروبرت جون فليمنغ. كان أوستين سمسار بورصة قبل الحرب العالمية الأولى.